# А ум бум
А ум бум девети је студијски албум српског панк рок састава Електрични оргазам, који је објављен 1999. године. Ово је једини албум који је објавила дискографска кућа Сити Рекордс. За бубњевима ј био Милош Велимир, а на песмама су гостовали бројни ветерани југославенског рока: Корнелије Ковач, Бранко Марушић Чутура, Бата Костић, али и млађи; Слободан Мисаиловић (клавијатуре), Срђан Тодоровић и Иван Ранковић.
Катаклизмичне цртеже на омоту диска урадио је Срђан Гојковић Гиле, а већи део песама утемељен је је на акустичном звуку у маниру Боба Дилана. На песамам Где да нађем такву девојку и Ја нисам знао неке ствари, Бранислав Петровић Банана је био главни вокал.

## Списак песама
Текстове и музику радио је Срђан Гојковић Гиле, а песме Данас је дан и Ја нисам знао неке ствари, Гиле је написао заједно са Браниславом Петровићем.

## Листа песама
| №               | Назив                           | Трајање |  |
| 1.              | А ум бум                        | 2:27    |  |
| 2.              | Хајде реци сада ти              | 2:12    |  |
| 3.              | И никог нема да нас пробуди     | 3:05    |  |
| 4.              | Сам са тобом                    | 4:11    |  |
| 5.              | Где да нађем такву девојку?     | 2:28    |  |
| 6.              | Речи лете баш без везе          | 3:43    |  |
| 7.              | Какав је то свет?               | 3:48    |  |
| 8.              | Нека ветар носи                 | 4:35    |  |
| 9.              | Сузе нису довољне (да те оперу) | 3:59    |  |
| 10.             | Данас је дан                    | 2:53    |  |
| 11.             | Кад си сам                      | 3:07    |  |
| 12.             | Ја нисам знао неке ствари       | 3:15    |  |
| 13.             | Више никад као некад            | 4:45    |  |
| 14.             | Немоћ, бес и очај               | 8:14    |  |
| 15.             | Принцеза                        | 2:32    |  |
| Укупно трајање: | Укупно трајање:                 | 55:28   |  |

## Учествовали на албуму

### Електрични оргазам
- Срђан Гојковић — гитара, вокали
- Шваба (Зоран Радомировић) — бас-гитара
- Милош Велимир Буца — бубњеви
- Банана (Бранислав Петровић) — гитара, хармоника, пратећи вокали

### Остали
- Иван Ранковић Рака
- Срђан Тодоровић
- Бата Костић
- Ерик Николић
- Слободан Мисаиловић
- Корнелије Ковач
- Бранко Марушић Чутура